# DIXI Kinderliteraturpreis
Der DIXI Kinderliteraturpreis ist ein österreichischer Literatur-Förderpreis für Nachwuchstalente, die Texte für junge Menschen schreiben oder Bilderbücher illustrieren. Teilnahmeberechtigt sind in Österreich lebende Debütanten auf dem Gebiet der Kinder- und Jugendliteratur.
Der Preis wird seit 2001 in den Kategorien „Autor“ und „Illustration“ (seit 2005) verliehen. Er ist undotiert; die Gewinner erhalten Beratung und Begleitung durch Experten wie Heinz Janisch, Martin Auer, Renate Welsh und Lene Mayer-Skumanz.
Der Preis wird vom Institut für Jugendliteratur veranstaltet. Er wird vom Lebensmittelhersteller Instantia Nahrungsmittel Entwicklungs- und Produktionsges. m.b.H. gesponsert und ist nach dessen Traubenzuckerbonbons „DIXI“ benannt.

## Preisträger
- 2017 Tutoren: Saskia Hula und Verena Hochleitner
  - Text: Isabella Thurinfür ihren Text Oskar und Fred
  - Illustration: Lukas Vogl für seine Illustrationen zu Der Wanderwal
- 2016 Jutta Treiber (Text), Heinz Janisch (Kinderlyrik), Renate Habinger (Illustration)
  - Text: Tanja Fabsits für ihren Text Das 13. Projekt
  - Kinderlyrik: Lena Raubaum
  - Illustration: Clara Frühwirth für ihre Illustrationen zu Durch die Stadt
- 2015 Tutoren: Jutta Treiber (Text), Heinz Janisch (Kinderlyrik), Linda  Wolfsgruber (Illustration)
  - Text: Christine Auer für ihren Text Wolkenkuckucksheim
  - Kinderlyrik: Cordula Sophie Matzner
  - Illustration: Raffaela Schöbitz für ihre Illustrationen zu Knollnase
- 2014 Tutoren: Willy Puchner und Linda Wolfsgruber
  - Text: Viviane Eisold für ihren Text Käte, Wolle und der Wind
  - Illustration: Stefanie Dufek für ihre Illustrationen zu Zum Mond und zu den Sternen
- 2013 Tutoren: Ursula Poznanski und Renate Habinger
  - Text: Kai Aline Hula für ihren Text Ein Knoten im Rüssel
  - Illustration: Leonora Leitl für ihre Illustrationen zu Mama und das schwarze Loch
- 2012 Tutoren: Heinz Janisch und Verena Hochleitner
  - Text: Theresa Haller für ihren Bilderbuchtext Warum unser Bett einen Tiger braucht
  - Illustration: Eva Boel Hebenstreit für ihre Illustration zu einem Bilderbuch
- 2011 Tutoren: Saskia Hula und Birgit Antoni
  - Text: Elisa-Carolina Turrina für ihren Text Maya und das verflixte Problem mit dem Glück
  - Illustration: Sigrid Eyb-Green für die Illustration zum Bilderbuch Willi
  - Spezielle Erwähnung der Jury: Oleksandra Stehlik für ihre Illustration zu Alice
- 2010 Tutoren: Jutta Treiber und Maria Blazejovsky
  - Text: Michaela Holzinger für das Manuskript zu Finn und ich... und Brummer
  - Illustration: Mercede Ameri für Nunu will anders
- 2009 Tutoren: Gerda Anger-Schmidt und Linda Wolfsgruber
  - Text: Sarah Michaela Orlovský für den Text Geschichten von Jana
  - Illustration: Michael Roher für Komm
- 2008 Tutoren: Adelheid Dahiméne und Helga Bansch                  
  - Text: Sigrid Fichtinger für den Text Ich und Ana
  - Illustration: Christina Gschwandtner für Jooloomooloo, spez. Erwähnung Jasmin Schaschl
- 2007 Tutoren: Monika Pelz und Linda Wolfsgruber
  - Text: Yvonne Bachleitner für den Text Annabell, ach Annabell
  - Illustration: Dorothee Schwab
- 2006 Tutoren: Stefan Slupetzky und Renate Habinger
  - Text: Norbert Sindelek, Lara in der Anderswelt
  - Illustration: Kerstin Rajnar
- 2005 Tutoren: Adelheid Dahiméne und Maria Blazejovsky 
  - Text: Lizzy Hollatko für Dort wartet schon mein Freund, Die kleine Hexe Duvadub und ihr Besen Schwuppdiwupp und So, wie Valentina möchte
  - Illustration: Monika Maslowska
- 2004 Tutorin: Lene Mayer-Skumanz
  - Elisabeth Etz für Wetterkind und Liebhabemonster; spezielle Erwähnung der Jury für Andrea Mussmann (14 Jahre alt)
- 2003 Tutorin: Renate Welsh
  - Kathrin Steinberger
- 2002 Tutor: Martin Auer und Patronanz: Erwin Moser
  - Brigitte Verba
- 2001 Tutor: Heinz Janisch und Patronanz: Christine Nöstlinger
  - Nina Lechner